# Дезинфекция

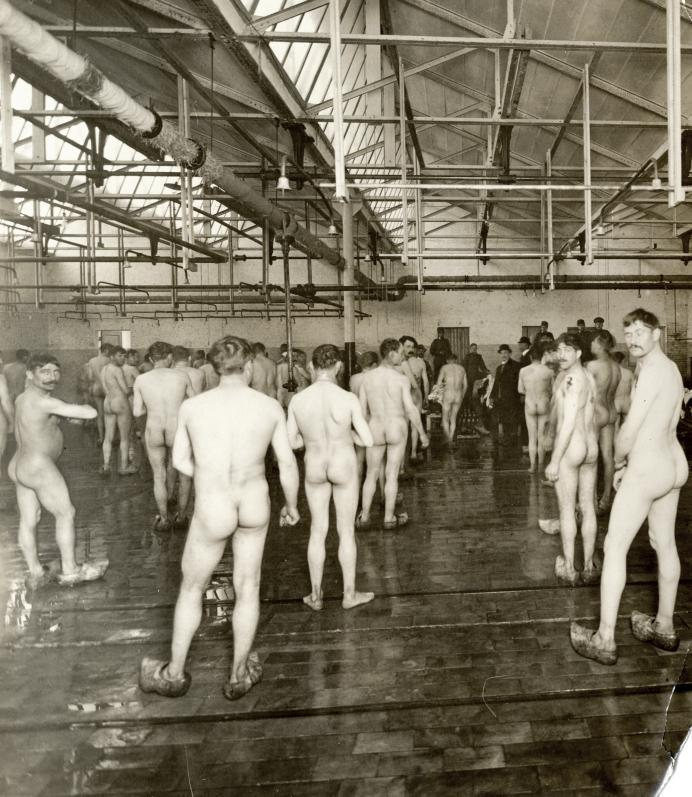
1919 год, Нидерланды. Французы и британцы, вернувшиеся из германского плена после Первой мировой войны, проходят дезинфекцию (помывку при санитарной обработке) в помещении фабрики в Твенте

Дезинфе́кция — это комплекс мероприятий, направленный на уничтожение возбудителей инфекционных заболеваний и разрушение токсинов на объектах внешней среды для предотвращения попадания их на кожу, слизистые и раневую поверхность. Является одним из видов обеззараживания.
Дезинфекция полностью может их и не уничтожить, но уменьшает количество микроорганизмов до приемлемого уровня. (см. Инфицирующая доза).
Уничтожение инфекционного начала во внешней среде не устраняет ещё основных источников инфекции (нераспознанные микробоносители). Поэтому дезинфекция играет значительную роль только в общем комплексе противоэпидемических и противоэпизоотических мероприятий.
Дезинфекта́нт — агент, действующее вещество дезинфекции. Обычно используются химические дезинфицирующие средства, например, формальдегид или гипохлорит натрия, растворы органических веществ, обладающих дезинфицирующими свойствами: хлоргексидин, четвертичные аммонийные соединения (ЧАСы), надуксусная кислота, полигуанидины (ПГМГ-ГХ).
Различают профилактическую, текущую и заключительную дезинфекцию:
- профилактическая — проводится постоянно, независимо от эпидемической обстановки: мытьё рук, окружающих предметов с использованием моющих и чистящих средств, содержащих бактерицидные добавки.
  - плановая профилактика
  - внеплановая профилактика
- текущая — проводится у постели больного, в изоляторах медицинских пунктов, лечебных учреждениях с целью предупреждения распространения инфекционных заболеваний за пределы очага.
- заключительная — проводится после изоляции, госпитализации, выздоровления или смерти больного с целью освобождения эпидемического очага от возбудителей, рассеянных больным.

## Методы дезинфекции

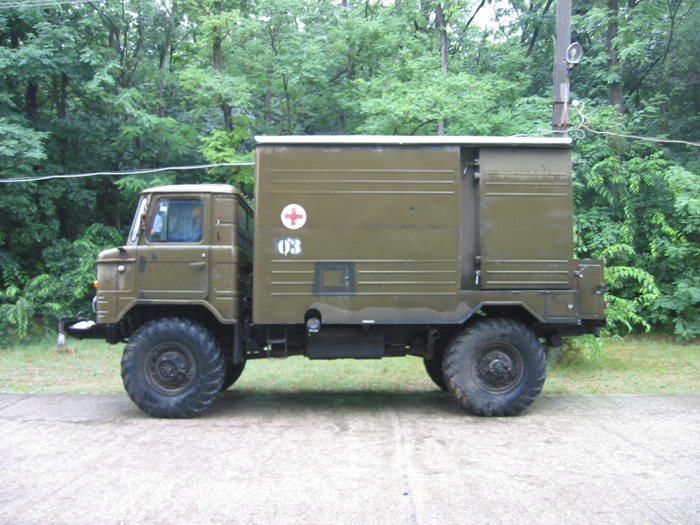
Дезинфекционно-душевой автомобиль ДДА-66 на базе ГАЗ-66 для камерной (горячим водяным паром, либо парами дезинфектантов) обработки вещей и нагрева воды для помывки

1. Механический — предусматривает удаление заражённого слоя грунта или устройство настилов.
2. Физический — обработка лампами, излучающими ультрафиолет, или источниками гамма-излучения, кипячение белья, посуды, уборочного материала, предметов ухода за больными и др. В основном применяется при кишечных инфекциях.
Кипячение используется для обработки белья (кипятят в мыльно-содовом растворе в течение 2 часов), посуды (в 2 % содовом растворе в течение 15 минут), питьевой воды, игрушек, пищи. Паровоздушная смесь является действующим началом в пароформалиновой дезинфекционной камере; в дезинфекционных камерах обеззараживают вещи больного и постельные принадлежности. Ультрафиолетовое облучение используется для обеззараживания воздуха помещений в лечебных и других учреждениях (лампа БУВ-15 или БУВ-30).
3. Химический[2] (основной способ) заключается в уничтожении болезнетворных микроорганизмов и разрушении токсинов антисептиками и дезинфицирующими веществами.
4. Комбинированный — основан на сочетании нескольких из перечисленных методов(например, влажная уборка с последующим ультрафиолетовым облучением)
5. Биологический — основан на антагонистическом действии между различными микроорганизмами, действии средств биологической природы. Применяется на биологических станциях, при очистке сточных вод.

## Бытовая дезинфекция
В повседневной жизни человек часто сталкивается с необходимостью продезинфицировать участок кожи, будь то порез, ссадина, укус или для медицинских целей — инъекция, сбор крови на анализ и т. п.
На протяжении длительного времени для обеззараживания кожных покровов применялись ватные, марлевые шарики смоченные раствором этилового спирта. Сбыт, хранение и использование этилового спирта сопряжены с определенной долей риска. За рубежом на протяжении уже длительного времени для дезинфекции кожи используют специальные одноразовые спиртовые салфетки. С некоторых пор и в России они получили распространение и стали атрибутом не только кабинета врача или аптечки автомобилиста или врача скорой помощи, но и обычной домашней аптечки. Спиртовые салфетки не удобны в применении по сравнению с марлевыми шариками, поскольку, марлевые шарики удобно доставать из банки со спиртом стерильным корнцангом, в связи с чем непосредственный контакт минимален, также как и возможность инфицирования обрабатываемой поверхности, объём захватываемого ими спирта гораздо больше по сравнению со спиртовыми салфетками, а, следовательно, и дольше время воздействия спирта на обрабатываемую поверхность и выше степень подавления микроорганизмов.

## Медицинская дезинфекция

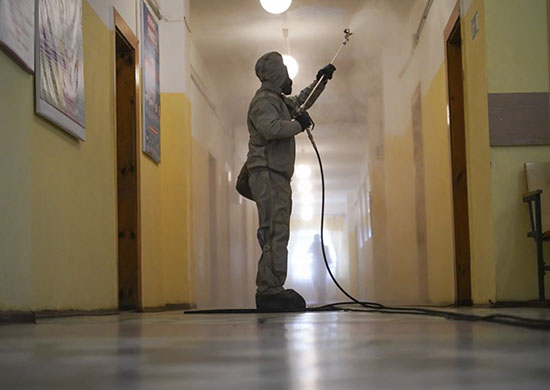
Военнослужащий войск РХБЗ проводит дезинфекцию помещения

Медицинская дезинфекция — это комплекс мероприятий, целью которых является ликвидация микроорганизмов для недопущения распространения болезней, которые вызываются бактериями и вирусами. По сути медицинская дезинфекция — разновидность обеззараживания помещений, направленная на сокращение количества микроорганизмов до допустимого показателя. Полная их ликвидация достигается при стерилизации помещений. С помощью своевременной и качественной обработки обеспечивается требуемая степень безопасности, соответствующая установленным санитарным нормам. Медицинская дезинфекция осуществляется с помощью разных средств дезинфекции, применение которых является разрешённым в учреждениях медицины.
Различают 3 разновидности медицинской дезинфекции — профилактическая, текущая, заключительная. Профилактическая включает мытье поверхностей с использованием специальных средств, содержащих бактерицидные составы, а также мытьё рук. Эти меры осуществляются вне зависимости от текущей эпидемиологической ситуации. Их проведение является обязательным для всех сотрудников медицинских учреждений. В текущую дезинфекцию входят меры, направленные на исключение распространения заболевания инфекционного происхождения за пределы инфекционного очага. Её проводит медперсонал внутри больничных палат, в других помещениях стационара и в изоляторах. Она охватывает влажную уборку в помещениях каждый день, удаление пыли, вентилирование, отстирывание белья. Заключительную дезинфекцию проводят после того, как пациент был переведён, выписан либо умер.

#### Лицензия на проведение медицинской дезинфекции
В соответствии с ФЗ «О лицензировании отдельных видов деятельности» и Положением о лицензировании медицинской деятельности для оказания услуг по дезинфекции, направленных на уничтожение бактерий, инфекций, вирусов, включая дезинфекцию от коронавируса, требуется получить медицинскую лицензию по дезинфектологии.